# Trans Nzoia
Trans Nzoia – hrabstwo w zachodniej Kenii, przy granicy z Ugandą, położone między rzeką Nzoia, a wygasłym wulkanem Mount Elgon. Jego stolicą i największym miastem jest Kitale. Według Spisu Powszechnego z 2019 roku liczy 990,3 tys. mieszkańców. Miejscowi ludzie pochodzą w większości z grupy etnicznej Luhja.
Trans Nzoia graniczy z hrabstwami takimi jak: Bungoma na zachodzie, Uasin Gishu i Kakamega na południu, Elgeyo-Marakwet na wschodzie i z West Pokot na północy.

## Gospodarka
Rolnictwo jest główną działalnością gospodarczą w hrabstwie z dominacją uprawy kukurydzy na poziomie komercyjnym. Duża rolę odgrywają także uprawa herbaty, kawy, ogrodnictwo, hodowla bydła, mleczarstwo i turystyka. W ośrodkach miejskich wielu ludzi zatrudnionych jest w dużych firmach takich jak Western Seed Company czy KCC, a także w różnych instytucjach rządowych. 

## Religia
Struktura religijna w 2019 roku wg Spisu Powszechnego:
- protestantyzm – 65,8%
- katolicyzm – 20,6%
- niezależne kościoły afrykańskie – 7%
- pozostali chrześcijanie – 3,1%
- brak religii – 1,3%
- islam – 1%
- pozostali – 1,2%.

## Podział administracyjny
Hrabstwo Trans Nzoia składa się z pięciu okręgów:
- Cherangany,
- Saboti,
- Kwanza,
- Kiminini i
- Endebess.